# جیرون جانسون
جیرون جانسون (انگلیسی: Jaron Johnson؛ زادهٔ ۵ مهٔ ۱۹۹۲) بازیکن بسکتبال اهل ایالات متحده آمریکا است.